# Condado de Boise
El condado de Boise (en inglés: Boise County) fundado en 1864 es un condado en el estado estadounidense de Idaho. En el 2000 el condado tenía una población de 6670 habitantes en una densidad poblacional de 1.4 personas por km². La sede del condado es Idaho City.

## Geografía
Según la Oficina del Censo, el condado tiene un área total de 4938 km² (1906,6 mi²), de la cual 4927 km² (1902,3 mi²) es tierra y 11 km² (4,2 mi²) (0.23%) es agua.

### Condados adyacentes
- Condado de Valley - norte
- Condado de Custer - este
- Condado de Elmore - sur
- Condado de Ada - suroeste
- Condado de Gem - noroeste

### Carreteras
- - Idaho State Highway 21
- - Idaho State Highway 55

## Demografía
En el 2000 la renta per cápita promedia del condado era de $$38 651, y el ingreso promedio para una familia era de $43 138. En 2000 los hombres tenían un ingreso per cápita de $35 802 versus $26 250 para las mujeres. El ingreso per cápita para el condado era de $18 787. Alrededor del 12.90% de la población estaba bajo el umbral de pobreza nacional.

## Comunidades

### Ciudades
- Crouch
- Horseshoe Bend
- Idaho City
- Placerville

### Comunidades no incorporadas
- Banks
- Centerville
- Gardena
- Garden Valley
- Lowman
- Pioneerville